# Jean-Philippe Macchioni
Jean-Philippe Macchioni est un cinéaste, photographe et réalisateur de documentaires français né en 1952 en Franche-Comté.

## Filmographie
- 1988 : Série Naturimages (52 x 6 min)
- 1993 : Histoires de guêpes (26 min)
- 1995 : Le Triton et la Salamandre (26 min) (auteur-réalisateur)
- 1995 : Chronique de libellules (26 min) (auteur-réalisateur)
- 1995 : L'Hermine, le renard et le blaireau (26 min) (auteur-réalisateur)
- 1995 : La Grenouille et le crapaud (26 min) (auteur-réalisateur)
- 1997 : Monsieur Cincle (26 min) (auteur-réalisateur)
- 1997 : Les Beaux jours de l'hirondelle (26 min) (auteur-réalisateur)
- 1997 : L'Été des lézards (26 min) (auteur-réalisateur)
- 1997 : La Falaise aux chamois (26 min) (auteur-réalisateur)
- 1998 : Les Seigneurs du lac (50 min) (auteur-réalisateur)
- 1998 : La falaise aux pèlerins (50 min)
- 2002 : Vie sauvage dans les roseaux (51 min) (auteur)
- 2007 : Mon Amie la Couleuvre (26 min) (auteur-réalisateur)
- 2007 : Les Animaux amoureux (85 min) (image)
- 2009 : Les Bergers du mont d'Or (52 min) (auteur-réalisateur)
- 2011 : Doubs Loue, Histoires croisées (53 min)
- 2011 : Chaux, une forêt en mouvement (52 min) (auteur-réalisateur)

## Films de commande
- 2016 : Tourbières, trésors cachés de la montagne jurassienne[1] (52 min),  dans le cadre du projet LIFE Tourbières du Jura
- 2017 : Jura, le temps d'une montagne (52 min), pour le Parc naturel régional du Haut-Jura

## Sources et références
- « Jean-Philippe Macchioni, réalisateur », sur film-documentaire.fr (consulté le 21 juin 2021)
- « Jean-Philippe Macchioni », sur Premiere

1. ↑  « Tourbières, trésors cachés de la montagne jurassienne », sur Life Tourbières du Jura